# San Juan Lajarcia
San Juan Lajarcia è un comune del Messico, situato nello stato di Oaxaca.